# Bezerra de Menezes
Adolfo Bezerra de Menezes Cavalcanti (Riacho do Sangue, 29 de agosto de 1831 — Rio de Janeiro, 11 de abril de 1900), mais conhecido como Bezerra de Menezes, foi um médico, militar, escritor, jornalista, político, filantropo, filósofo e expoente da Doutrina Espírita. Recebeu a alcunha de "o médico dos pobres".

## Biografia
Originário de uma antiga família de fazendeiros de criação ciganos ligada à política e ao militarismo na Província do Ceará, era filho de Antônio Bezerra de Menezes, tenente-coronel da Guarda Nacional, e de Fabiana de Jesus Maria Bezerra. A família Bezerra de Menezes é notória por ter origem sefardita, sendo descedente do cristão-novo Belchior da Rosa, rico comerciante original da cidade do Porto, em Portugal.
Em 1838, aos sete anos de idade, ingressou na escola pública da Vila do Frade, adjacente ao Riacho do Sangue, atual Jaguaretama, onde aprendeu os princípios da educação elementar, em apenas dez meses.
Em 1842, como consequência de perseguições políticas e dificuldades financeiras, sua família mudou-se para a antiga Vila de Maioridade, na Serra do Martins, no Rio Grande do Norte, onde o jovem, então com onze anos de idade, foi matriculado na aula pública de latim. Após dois anos atuava como professor substituto.
Em 1846, a família retornou à Província do Ceará, fixando residência na capital, Fortaleza. Bezerra foi matriculado no Liceu do Ceará, onde concluiu os estudos preparatórios.

### A carreira na Medicina
Em 1851, ano de falecimento de seu pai, mudou-se para o Rio de Janeiro e iniciou os estudos na Faculdade de Medicina do Rio de Janeiro.
Em novembro do ano seguinte ingressou como residente no hospital da Santa Casa de Misericórdia do Rio de Janeiro. Para prover os seus estudos, dava aulas particulares de filosofia e matemática.
Graduou-se em 1856, com a defesa da tese "Diagnóstico do Cancro". Nesse ano, o Governo Imperial decretou a reforma do Corpo de Saúde do Exército Brasileiro e nomeou para chefiá-lo como Cirurgião-mor o Dr. Manuel Feliciano Pereira Carvalho, seu antigo professor, que o convidou para trabalhar como seu assistente.
Em 27 de abril de 1857 candidatou-se ao quadro de membros titulares da Academia Imperial de Medicina, com a memória "Algumas considerações sobre o cancro, encarado pelo lado do seu tratamento". O acadêmico José Pereira Rego leu o parecer na sessão de 11 de maio, tendo a eleição transcorrido na de 18 de maio e a posse na de 1º de junho do mesmo ano.
Em 1858 candidatou-se a uma vaga de lente substituto da Secção de Cirurgia da Faculdade de Medicina do Rio de Janeiro. Nesse ano saiu a sua nomeação oficial como assistente do Corpo de Saúde do Exército, no posto de Cirurgião-Tenente e, a 6 de novembro, desposou Maria Cândida de Lacerda, que viria a falecer de mal súbito, em 24 de março de 1863, deixando-lhe dois filhos, um de três e outro de um ano de idade.
De 1859 a 1861 exerceu a função de redator dos Anais Brasilienses de Medicina, periódico da Academia Imperial de Medicina.
Em 1865 desposou Cândida Augusta de Lacerda Machado, irmã por parte de mãe de sua primeira esposa, e que cuidava de seus filhos até então, com quem teve mais sete filhos.
Por sua postura de médico caridoso, atendendo pessoas que necessitavam mas não podiam pagar, ficou conhecido como O Médico dos Pobres. É relatado em suas biografias o episódio em que Bezerra doou o seu anel de grau em medicina a uma mãe, para que comprasse os remédios de que seu filho precisava.
| “ | O médico verdadeiro é isto: não tem o direito de acabar a refeição, de escolher a hora, de inquirir se é longe ou perto... O que não acode por estar com visitas, por ter trabalhado e achar-se fatigado ou por ser alta à noite, mau o caminho e o tempo, ficar perto ou longe do morro; o que sobretudo pede um carro a quem não tem com que pagar a receita, ou diz a quem lhe chora à porta que procure outro — esse não é médico, é negociante da medicina, que trabalha para recolher capital e juros dos gastos da formatura. | ” |

### Trajetória política
No final dos anos 1850, a Câmara Municipal do Município Neutro tinha como presidente Roberto Jorge Haddock Lobo, do Partido Conservador. Ao mesmo tempo, Bezerra de Menezes já se notabilizara pela atuação profissional e pelo trabalho voltado à população carente. Desse modo, em 1860, em uma reunião política, alguns amigos levantaram a candidatura de Bezerra de Menezes, pelo Partido Liberal, como representante da paróquia de São Cristóvão, onde então residia, à Câmara. Ciente da indicação, Bezerra recusou-a inicialmente, mas, por insistência, acabou se comprometendo apenas em não fazer uma declaração pública de recusa dos votos que lhe fossem outorgados.
Abertas as urnas e apurados os votos, Bezerra fora eleito. Os seus adversários, liderados por Haddock Lobo, impugnaram a posse sob o argumento de que militares de Segunda Classe não podiam exercer o cargo de vereador. Desse modo, para apoiar o Partido, que necessitava dele para obter a maioria na Câmara, decidiu requerer exoneração do Corpo de Saúde em 26 de março de 1861. Desfeito o impedimento, foi empossado no mesmo ano. Foi reeleito para o período de 1864 a 1868.
Foi eleito deputado Provincial pelo Rio de Janeiro em 1866, apesar da oposição do então primeiro-ministro Zacarias de Góis e dos chefes liberais — senador Bernardo de Sousa Franco (visconde de Sousa Franco) e deputado Francisco Otaviano de Almeida Rosa. Empossado em 1867, a Câmara dos Deputados foi dissolvida no ano seguinte (1868), devido à ascensão do Partido Conservador.
Retornou à política como vereador no período de 1873 a 1885, ocupando várias vezes as funções de presidente interino da Câmara Municipal, efetivando-se em julho de 1878, cargo que corresponderia atualmente ao de prefeito.
Foi eleito deputado geral pela Província do Rio de Janeiro, de 1877 a 1885, ano em que encerrou a sua carreira política. Neste período acumulou o exercício da presidência da Câmara e do Poder Executivo Municipal. Em sua atuação como deputado, destacam-se algumas iniciativas pioneiras: buscou por meio de projeto de lei regulamentar o trabalho doméstico, visando conceder a essa categoria o aviso prévio de 30 dias; denunciou os perigos da poluição, que já naquela época afetava a população do Rio de Janeiro, promovendo providências para combatê-la. Foi membro, a partir de 1882, das Comissões de Obras Públicas, Redação e Orçamento.

### Vida empresarial
Foi sócio fundador da Companhia Estrada de Ferro Macaé e Campos (1870). Empenhou-se na construção da Estrada de Ferro Santo Antônio de Pádua, pretendendo estendê-la até ao rio Doce, projeto que não conseguiu concretizar (c. 1872). Foi um dos diretores da Companhia Arquitetônica de Vila Isabel, fundada em outubro de 1873 por João Batista Viana Drummond (depois barão de Drummond) para empreender a urbanização do bairro de Vila Isabel. Em 1875 foi presidente da Companhia Ferro-Carril de São Cristóvão, período em que os trilhos da empresa alcançavam os bairros do Caju e da Tijuca.

### Atividade Intelectual
Durante a campanha abolicionista publicou o ensaio "A escravidão no Brasil e as medidas que convém tomar para extingui-la sem dano para a Nação" (1869), onde não só defende a liberdade aos escravos, mas também a inserção e adaptação dos mesmos na sociedade por meio da educação. Nesta obra, Bezerra se auto-intitula um liberal e propõe que se imitasse os ingleses, que na época já haviam abolido a escravidão de seus domínios.
Expôs os problemas de sua região natal em outro ensaio publicado, "Breves considerações sobre as secas do Norte" (1877). Alguns indicam que foi autor de biografias sobre o visconde do Uruguai e o visconde de Caravelas, personalidades ilustres do Império do Brasil. Foi redator d'A Reforma, órgão liberal no Município Neutro, e, de 1869 a 1870, redator do jornal Sentinela da Liberdade. Escreveu também outras obras, como "A Casa Assombrada", "A Loucura sob Novo Prisma", "A Doutrina Espírita como Filosofia Teogônica", "Casamento e Mortalha", "Pérola Negra", "Lázaro, o Leproso", "Os Carneiros de Panúrgio", "História de um Sonho" e "Evangelho do Futuro".
Sabe-se que Bezerra de Menezes era fluente em pelo menos três línguas, além do português: latim, espanhol e francês.

### Espiritismo e Federação Espírita Brasileira

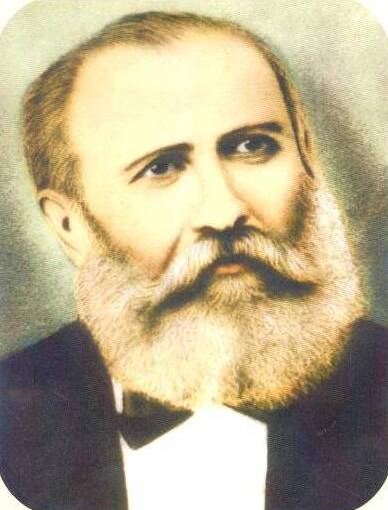
Bezerra de Menezes, conhecido também como O Kardec Brasileiro e O Médico dos Pobres

Conheceu a Doutrina Espírita quando do lançamento da tradução em língua portuguesa de O Livro dos Espíritos (sem data, em 1875), através de um exemplar que lhe foi oferecido com dedicatória pelo seu tradutor, o também médico Dr. Joaquim Carlos Travassos. Sobre o contato com a obra, o próprio Bezerra registrou posteriormente:
"Deu-mo na cidade e eu morava na Tijuca, a uma hora de viagem de bonde. Embarquei com o livro e, como não tinha distração para a longa viagem, disse comigo: ora, Deus! Não hei de ir para o inferno por ler isto… Depois, é ridículo confessar-me ignorante desta filosofia, quando tenho estudado todas as escolas filosóficas. Pensando assim, abri o livro e prendi-me a ele, como acontecera com a Bíblia. Lia. Mas não encontrava nada que fosse novo para meu Espírito. Entretanto, tudo aquilo era novo para mim!… Eu já tinha lido ou ouvido tudo o que se achava no 'O Livro dos Espíritos'. Preocupei-me seriamente com este fato maravilhoso e a mim mesmo dizia: parece que eu era espírita inconsciente, ou, mesmo como se diz vulgarmente, de nascença."
Contribuiu para a sua adesão o contato com as "curas extraordinárias" obtidas pelo médium João Gonçalves do Nascimento (1844-1916), em 1882.
Com o lançamento do periódico Reformador, por Augusto Elias da Silva,em 1883, passou a colaborar com a redação de artigos doutrinários.
Após estudar por alguns anos as obras de Allan Kardec, em 16 de agosto de 1886, aos cinquenta e cinco anos de idade, perante grande público, estimado, conforme os seus biógrafos, entre mil e quinhentas e duas mil pessoas, no salão de conferências da Guarda Velha, no Rio de Janeiro, em longa alocução, justificou a sua opção em abraçar o Espiritismo. O evento chegou a ser referido em nota publicada pelo O Paiz, periódico de maior circulação da época.
No ano seguinte, a pedido da Comissão de Propaganda do Centro da União Espírita do Brasil, inicia a publicação de uma série de artigos sobre a Doutrina em O Paiz. Na seção intitulada "Spiritismo - Estudos Philosophicos", os artigos saíram regularmente aos domingos, no período de 23 de outubro de 1887 a dezembro de 1893, assinados sob o pseudônimo "Max".
Na década de 1880, o incipiente movimento espírita na capital e no país estava marcado pela dispersão de seus adeptos e das entidades em que se reuniam. Já havia também uma clara divisão entre dois "grupos" de espíritas: os que aceitavam o Espiritismo em seu aspecto religioso (maior grupo, o qual se incluía Bezerra) e os que não aceitavam o Espiritismo nesse aspecto.
Em 1889, Bezerra foi percebido como o único capaz de superar as divisões, vindo a ser eleito presidente da Federação Espírita Brasileira. Nesse período, iniciou o estudo sistemático de "O Livro dos Espíritos" nas reuniões públicas das sextas-feiras, passando a redigir o Reformador; exerceu ainda a tarefa de doutrinador de espíritos obsessores. Organizou e presidiu um Congresso Espírita Nacional (Rio de Janeiro, 14 de abril), com a presença de 34 delegações de instituições de diversos estados. Assumiu a presidência do Centro da União Espírita do Brasil a 21 de abril e, a 22 de dezembro de 1890, oficiou ao então presidente da República, marechal Deodoro da Fonseca, em defesa dos direitos e da liberdade dos espíritas contra certos artigos do Código Penal Brasileiro de 1890.
De 1890 a 1891 foi vice-presidente da FEB, na gestão de Francisco de Menezes Dias da Cruz, época em que traduziu o livro "Obras Póstumas" de Allan Kardec, publicado em 1892. Em fins de 1891 registravam-se importantes divergências internas entre os espíritas e fortes ataques exteriores ao movimento. Bezerra de Menezes afastou-se por algum tempo, continuando a frequentar as reuniões do Grupo Ismael e a redação dos artigos semanais em "O Paiz", que encerrou ao final de 1893. Aprofundando-se as discórdias na instituição, foi convidado em 1895 a reassumir a presidência da FEB (eleito em 3 de agosto desse ano), função que exerceu até à data de seu falecimento. Nesta gestão iniciou o estudo semanal de "O Evangelho segundo o Espiritismo", fundou a primeira livraria espírita no país e ocorreu a vinculação da instituição ao Grupo Ismael e à Assistência aos Necessitados.
Foi em meio a grandes dificuldades financeiras que um acidente vascular cerebral o acometeu, vindo ele a falecer na manhã de 11 de abril de 1900, depois de meses acamado. Não faltaram aqueles, pobres e ricos, que socorreram a família, liderados pelo Senador Quintino Bocaiúva. No dia seguinte, na primeira página de O Paiz, foi lhe dedicado um longo necrológio, chamando-o de "eminente brasileiro". Recebeu ainda homenagem da Câmara Municipal do então Distrito Federal, pela conduta e pelos serviços dignos.

## Homenagens
Bezerra de Menezes deu o nome a uma das embarcações a vapor da Estrada de Ferro Macaé e Campos que, fretado à Companhia Terrestre e Marítima do Rio de Janeiro, naufragou em Angra dos Reis a 29 de janeiro de 1891. Não houve vítimas fatais.
Com relação ao aspecto missionário da vida de Bezerra de Menezes, a obra Brasil, Coração do Mundo, Pátria do Evangelho, de Chico Xavier, atribuído ao espírito de Humberto de Campos, afirma:
"Descerás às lutas terrestres com o objetivo de concentrar as nossas energias no país do Cruzeiro, dirigindo-as para o alvo sagrado dos nossos esforços. Arregimentarás todos os elementos dispersos, com as dedicações do teu espírito, a fim de que possamos criar o nosso núcleo de atividades espirituais, dentro dos elevados propósitos de reforma e regeneração."
Bezerra foi também homenageado em Anápolis, Goiás, em 1982, com o nome de uma escola de ensino fundamental — Escola de 1º Grau Bezerra de Menezes -, que atende a 200 alunos conveniados com a rede estadual de Goiás.
Em Fortaleza, capital do estado do Ceará, sua terra natal, há uma avenida com o seu nome, situada no então distrito que levava o nome de seu pai, Antônio Bezerra, atualmente desmembrado em vários bairros, sendo a mencionada avenida situada entre os bairros Parquelândia, São Gerardo e Otávio Bonfim.
No estado do RJ temos Rua Bezerra de Menezes na cidade do RJ e na cidade de Paracambi, bem como há Rua Bezerra de Menezes em Rio Verde — Goiás, Guarulhos e Santo André — SP, Belo Horizonte — MG e Porto Alegre — RS.
Na zona rural Itaquaraí do município de Brumado, Bahia, há uma unidade vinculada ao Centro de Referência de Assistência Social, CRAS com o seu nome, atualmente não está em funcionamento.[carece de fontes?]
Em São Bernardo do Campo, SP, o maior Hospital Psiquiátrico, que atende a toda a região, também leva o nome de Bezerra de Menezes.
Em Porto Velho, Rondônia, existe o Centro Espírita Bezerra de Menezes, localizado na Rua Gonçalves Dias, no centro da cidade e é reconhecido pela FERO (Federação Espírita de Rondônia).
Na cidade de Manaus, no estado do Amazonas, encontra-se localizado na Rua Amâncio de Miranda, bairro Educandos, o Centro Espírita que também leva o seu nome, reconhecido pela FEA (Federação Espírita Amazonense), surgiu na década de 50, fundado por um casal, que após sua morte, deixou o legado nas mãos de suas filhas, cujas até os dias atuais, cuidam e zelam daquela humilde casa que abriga a todos que a procuram com imenso carinho.

### O "Kardec Brasileiro"
Pela atuação destacada no movimento espírita da capital brasileira no último quartel do século XIX,  Bezerra de Menezes foi considerado um modelo para muitos adeptos da Doutrina. Destacam-lhe a índole caridosa, a perseverança, e a disposição amorosa para superar os desafios. Essas características, somadas à sua militância na divulgação e na reestruturação do movimento espírita no país, fizeram com que fosse considerado o "Kardec Brasileiro", numa homenagem devida ao papel de relevância que desempenhou. Muitos seguidores acreditam, ainda, que Bezerra de Menezes continua, em espírito, a orientar e influenciar o movimento espírita. É considerado patrono de centenas de instituições espíritas em todo o mundo.

### Filme
A vida de Bezerra de Menezes foi transposta para o cinema, na película Bezerra de Menezes - O Diário de Um Espírito, com direção de Glauber Santos Paiva Filho e Joel Pimentel. O elenco é integrado por Carlos Vereza no papel título, Caio Blat e Paulo Goulart Filho, Ana Rosa, Nanda Costa com a participação especial de Lúcio Mauro. A produção foi orçada em aproximadamente R$ 2,7 milhões, a cargo da Trio Filmes e Estação da Luz, com locações no Ceará, Pernambuco, Distrito Federal e Rio de Janeiro, tendo envolvido a mão-de-obra de uma equipe de cento e cinquenta pessoas. O lançamento do filme deu-se em 29 de agosto de 2008.

### Instituições de que foi membro
- Academia Nacional de Medicina (Honorário na Secção Cirúrgica)
- Instituto Farmacêutico
- Sociedade de Geografia de Lisboa
- Sociedade Auxiliadora da Indústria Nacional
- Sociedade Físico-Química
- Sociedade Propagadora das Belas Artes
- Sociedade Beneficência Cearense (Presidente)
- Liceu de Artes e Ofícios do Rio de Janeiro (Conselheiro)
- Federação Espírita Brasileira (Presidente)
- Companhia Ferro-Carril de São Cristóvão (Presidente)
- Companhia Estrada de Ferro Macaé e Campos (Fundador)
- Companhia Arquitetônica de Vila Isabel (Diretor)

### Artigos e obras publicadas
- 1856 — "Diagnóstico do Cancro"
- 1857 — "Algumas considerações sobre o cancro, encarado pelo lado do seu tratamento"
- 1859 — "Curare"
- 1869 — "A Escravidão no Brasil, e medidas que convém tomar para extingui-la sem dano para a Nação"
- 1877 — "Breves considerações sobre as secas do Norte"
"Das operações reclamadas pelo estreitamento da uretra"
Biografia de Manuel Alves Branco, visconde de Caravelas
Biografia de Paulino José Soares de Sousa, visconde do Uruguai
- 1892 — Publicação da sua tradução de Obras Póstumas, de Allan Kardec
- 1902 — "A Casa Assombrada" (Romance originalmente publicado no Reformador e, postumamente, em livro, pela FEB)
- 1907 — "Espiritismo (Estudos Filosóficos)" (coletânea dos artigos publicados em O Paiz no período de 1877 a 1894, publicada pela FEB em três volumes)
- 1983 — "Os Carneiros de Panúrgio" (Romance originalmente publicado no Reformador e, postumamente, em livro, pela FEESP)
- 1946 — "A Doutrina Espírita como Filosofia Teogônica" (Réplica a seu irmão que lhe exprobrava a conversão ao Espiritismo, publicada postumamente, em livro, pela FEB)
- 1920 — "A Loucura sob Novo Prisma" (Estudo etiológico sobre as perturbações mentais, publicado pela FEB
- "Casamento e Mortalha"
- "Evangelho do Futuro"
- "História de um Sonho"
- "Lázaro, o Leproso"
- "O Bandido"
- "Os Mortos que Vivem"
- "Pérola Negra"
- "Segredos da Natura"
- "Viagem através dos Séculos"

### Principais obras e mensagens mediúnicas atribuídas a Bezerra de Menezes
Através de Divaldo Pereira Franco, comunicações nas seguintes obras
- 1991 — "Compromissos Iluminativos" (coletânea de mensagens, ed. LEAL)

Através de Francisco Cândido Xavier, comunicações nas seguintes obras
- 1973 — "Bezerra, Chico e Você" (coletânea de mensagens, ed. GEEM)
- 1986 — "Apelos Cristãos" (coletânea de mensagens, ed. UEM)
- "Nosso Livro"
- "Cartas do Coração"
- "Instruções Psicofônicas"
- "O Espírito da Verdade"
- "Relicário de Luz"
- "Dicionário d'Alma"
- "Antologia Mediúnica do Natal"
- "Caminho Espírita"
- "Luz no Lar"

Através de Francisco de Assis Periotto, comunicações nas seguintes obras
- 2001 — "Fluidos de Luz: ensinamentos de Bezerra de Menezes" (Ed. Elevação)
- 2002 — "Fluidos de Paz: ensinamentos de Bezerra de Menezes" (Ed. Elevação)
- 2006 — "Conversando com seu Anjo da Guarda — ensinamentos de Bezerra de Menezes sobre a Agenda Espiritual " (Ed. Elevação)
- 2018 — "Páginas de Esperança — ensinamentos de Bezerra de Menezes sobre Espiritualidade, Família e Evangelho-Apocalipse de JESUS" (Ed. Elevação)
- 2023 — "Reflexões sobre Jesus e Suas Leis", volume 1 (Ed. Elevação)

Através de Maria Cecília Paiva, comunicações nas seguintes obras
- "Veleiro de Luz" (coletânea de mensagens, ed. Editora Espiritualista LTDA).

- "Garimpeiros do Além" (coletânea de mensagens, ed. Instituto Maria).

Através de Gilberto Pontes de Andrade, duas comunicações na seguinte obra
- "Luz em Gotas" (coletânea de mensagens, ed. AMCGuedes).

Através de Waldo Vieira, comunicações nas seguintes obras
- "Entre Irmãos de Outras Terras"
- "Seareiros de Volta"

Através de Yvonne do Amaral Pereira, comunicações nas seguintes obras
- 1955 — "Nas Telas do Infinito" (1ª. Parte, romance, ed. FEB)
- 1957 — "A Tragédia de Santa Maria" (romance, ed. FEB)
- 1964 — "Dramas da Obsessão" (romance, ed. FEB)
- 1968 — "Recordações da Mediunidade" (relatos e orientações, ed. FEB)

Através de Marcelo Passos, médium de Belo Horizonte/MG, livro:
- 2015 — Encontre-se (mensagens Editora Solon de Lagoa Santa/MG)